# Démoszthenészi idegenosztályozási elv
A démoszthenészi idegenosztályozási elv egy fiktív csoportosítási elv Orson Scott Card Végjáték sci-fi univerzumában. Az elvet Valentine Wiggin Démoszthenész álnevén alkotta meg a Wutan története Trondheimben című könyvében.
A könyvben említett északi nyelv az idegenség fogalmának négy fokozatát ismeri, ezek alapján az idegeneket négy csoportba soroljuk:
- Utlänning: az az idegen, akiről tudjuk, hogy a mi világunkból származó ember, de világunk más városából vagy országából jött.
- Framling: az északi främling szóból. Olyan idegen, akit emberként tartunk számon, de más világból származik.
- Raman: embernek tartott idegen, aki más fajhoz tartozik. Ebbe a csoportosításba tartoznak a hangyok, a pequeninok (malackák) és Jane.

- Varelse: olyan idegen, akivel nem tudunk kommunikálni és nem tudjuk kitalálni, mi motiválja a cselekedeteiket, ezáltal semmi biztosat nem tudunk róluk. Ebbe a csoportba tartoznak az állatok és a mesterségesen előállított vírus, a descolada. A Végjáték cselekménye alatt az emberiség a hangyokat varelseknek hitte, mivel nem tudtak kommunikálni az emberiséggel. Amikor Ender Wiggin megírta A Boly Királynőjét, az emberiség már ramanként tekintett a hangyokra.